# Partei der Afrikanischen Föderation
Die Partei der Afrikanischen Föderation (französisch: Parti de la Féderation Africaine, Kürzel: PFA) war eine politische Partei in den westafrikanischen Republiken der Communauté française.

## Geschichte
Die Partei der Afrikanischen Föderation war die Nachfolgepartei der Partei des Afrikanischen Verbunds (PRA). Ihr Gründungskongress fand von 1. bis 3. Juli 1959 in Dakar statt. Der senegalesische Politiker Léopold Sédar Senghor war der Gründer und Vorsitzende der neuen Partei. Kurz vor der Unabhängigkeit zahlreicher französischer Kolonien im „afrikanischen Jahr“ 1960 strebte Senghor die Schaffung eines afrikanischen Bundesstaats an, den er in Ansätzen mit der Mali-Föderation realisierte.
Wie ihre Vorgängerpartei PRA bestand der PFA aus mehreren regionalen Mitgliedsparteien. Dazu zählten unter anderem die Union progressiste sénégalaise (UPS-PFA) aus Senegal, die Sudanesische Union (US-PFA) aus Französisch-Sudan, der Sawaba (SAWABA-PFA) aus Niger und der Parti Républicain de la Liberté (PRL-PFA) aus Obervolta. Das Auseinanderbrechen der Mali-Föderation im August 1960 bedeutete auch das Ende der Partei der Afrikanischen Föderation.